# 不见不散 (电影)
《不见不散》是一部由冯小刚导演，葛优、徐帆主演的喜剧片，全片在美国洛杉矶实地拍摄并于1998年在中国上映。

## 剧情
刘元是个移民美国洛杉矶多年的北京人，他活得很潇洒，但却有些混日子的感觉，没有固定工作，什么赚钱干什么，但什么都干不太好。一次，刘元接待了一个从国内来美国拍摄电影的摄制组，摄制组要刘元帮他们选景。于是刘元便带着副导演来到了一个豪宅。豪宅的主人到夏威夷度假去了，只有一个临时看管房子的女孩李清在。李清刚从北京来到洛杉矶，第一天就被朋友送到这里。刘元央求她答应让摄制组在豪宅内拍一天的戏，李清犹豫了一阵，就答应了下来。摄制组拍戏时损坏了一个灯罩，刘元答应赔她一个。当天晚上，两个抢匪潜入豪宅盗窃，李清被捆了起来，包里的钱也被抢匪拿走。第二天，刘元带着新买的灯罩打算赔给李清，岂料看到李清被绑在椅子上。李清被松绑后，央求刘元给她找个新地方住，于是刘元便把李清带回了自己的房车里。李清心情十分沮丧，她没有工作，没有钱，也没有身份。刘元觉得这样下去不是办法，就建议她回国，并用自己的钱买了张回国机票给她。李清犹豫了一阵，同意回国。刘元便开车送李清到了机场，两人告别。
一年后，刘元在超市买完东西后，偶然碰到了李清。原来李清根本没有走，她退了机票，用退票的钱租了个小屋子，又找了个工作。刘元提议一起去吃饭，可是刚进饭店就遇到了劫匪，身上的钱也被抢走了。刘元的朋友康小鹏办了一家旅行社，打算雇刘元当副总，并让他找个女秘书。刘元找到李清当清洁工的车行，劝她来旅行社上班，说那里工资高，也稳定，老板是他朋友。李清开始拒绝，但后来又觉得工资很高，于是就答应了。一天康小鹏从国内带来了一个“招商团”，并让刘元、李清招待他们。当天午夜，突然来了十几辆警车，将旅店包围。原来康小鹏是专门帮别人偷渡的蛇头，“招商团”只不过是一个幌子，团里的人全是打算来美国打工的偷渡客。刘元和李清被抓进了警局，不久，警察宣布他们无罪并释放了他们。但李清觉得每次和刘元在一起总发生倒霉的事情，于是二人决定分手，不再见面。
又过了一年，李清开了一家花店，边卖花，边教几个美国华人孩子学中文。一天，一位家长拿告诉李清有个叫刘元的登寻人启事找她，并让李清来到去年分手的广场。李清如约而至，却发现刘元失明了。他们来到一家咖啡馆，刘元说十分想念李清，正在这时，一个身材火辣的姑娘从刘元旁边经过，刘元下意识地看了一眼，李清则识破了刘元假装瞎子的骗局，刘元解释说是开个玩笑。李清要去旧金山办事，于是请刘元帮她代课。刘元别出心裁，与警局联系，给当地警察办了个中文速成班。李清回到洛杉矶后，给了刘元一个假期，让他外出旅游。刘元旅游归来，给李清打电话说他要与一个叫莫妮卡的美国女孩结婚了，并邀请李清出来吃饭。李清来到了饭店，刘元说他未婚妻在卫生间里。李清十分伤心，忍不住委屈，便跑去卫生间痛哭，却发现卫生间里除了一个大妈以外就没人了，原来这是刘元的一个骗局，是为了让试验李清对他到底有没有情谊。两人互相吐露了心思，重归于好。
刘元的母亲突然病重，刘元要回北京尽孝，但他觉得李清好不容易在美国站住脚，为了他而放弃这一切并不值得，便独自上了飞机。飞机上，刘元睡着了，他做了一个梦，梦见他与李清到了暮年之时才又见面。刘元后悔万分，突然惊醒，却发现李清就坐在他的身边，刘元欣喜若狂。原来李清并不愿离开刘元，于是便偷偷上了飞机。突然，飞机猛烈地抖动，空姐报告说飞机可能遇到了机械故障。两人惊恐万分，都以为要死在这飞机上了。过了一会，飞机渐渐恢复了平稳，机长报告说故障已经排除。二人激动万分，拥吻了起来。

## 角色
- 葛优饰刘元，移民美国多年的北京人，活的十分潇洒，没有固定的工作，什么赚钱做什么。在帮电影导演选景的时候偶遇李清，又与李清一次又一次的重逢，可是每次见面都会遇到这样那样的麻烦。
- 徐帆饰李清，初来美国的北京人，偶遇在帮朋友看房子的刘元，与他几次分手，又几次重逢，但每次相见都会遇到倒霉事。最后，与刘元相知相爱，一起回到了北京。[3]

## 制作
1997年，冯小刚拍摄的贺岁电影《甲方乙方》上映后获得了很大的成功，该片的出品商北京紫禁城影业公司和北京电影制片厂决定继续合作并推出了1999年贺岁片《不见不散》的拍摄计划。中机现代贸易公司、北京紫禁城影业公司、正天文化传播公司及北京电影制片厂这四家公司决定投资这部电影。出品商敲定由冯小刚出任导演，葛优和徐帆分别出演男女主角，并聘请旅美作家顾晓阳担当编剧。

## 宣传
1998年12月17日至1999年1月1日，摄制组从沈阳开始，陆续赶往大连、天津、上海、北京、武汉、成都、嘉兴、杭州、广州、深圳等十一个城市宣传电影《不见不散》。摄制组一行人不仅包括冯小刚、葛优和徐帆，为电影片尾曲献唱的歌手孙楠也一道参加了这次的宣传活动。